# Ludvig Birkedal-Barfod

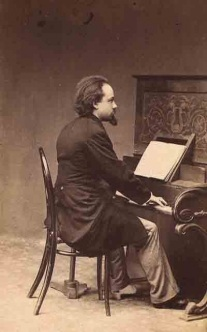
Ludvig Birkedal-Barfod (um 1890)

Ludvig Harbo Gote Birkedal-Barfod (* 27. Mai 1850 in Kopenhagen; † 17. Oktober 1937 ebenda) war ein dänischer Organist und Komponist.
Birkedal-Barfod hatte Klavierunterricht bei Johan Christian Gebauer und Cellounterricht bei Albert Rüdinger. Von 1870 bis 1872 studierte er am Konservatorium Kopenhagen bei Gebauer, Niels Wilhelm Gade, Johann Peter Emilius Hartmann, Edvard Helsted und Edmund Neupert.
1873 wurde er Organist der Methodistenkirche in Kopenhagen und des Garnisons Sygehus. Ab 1877 war er Organist der Vor Frue Kirk in Svendborg, wo er auch unterrichtete und Konzerte gab. Von 1894 bis 1925 hatte er die Organistenstelle an der neuen Frederikskirken („Markorkirken“) in Kopenhagen inne. Von 1906 bis 1932 leitete er zudem als Nachfolger von Johan Henrik Nebelong die Kopenhagener Organistenschule. Ab 1909 schrieb er Musikkritiken für das Kristeligt Dagblad. Zwischen 1914 und 1915 gab er eine zweibändige Sammlung dänischer Kirchenmusik unter dem Titel Menighedens Melodier (zweite Auflage 1920) heraus.
Neben Orgelwerken komponierte Birkedal-Barfod vor allem Klavierwerke in der Tradition Schumann-Gade-Hartmann, darunter Karakterstykker, Skizzer und Stemninger og Strofer. Seine Albumsblade liegen in einer Aufnahme mit Erik Fessel auf CD vor. 1914 wurde er als Ritter des Dannebrogordens geehrt.